# Othmar Nestroy
Othmar Nestroy (* 7. November 1933 in Kapfenberg) ist ein österreichischer Bodenkundler.

## Leben
Othmar oder auch Otmar Nestroy wurde als Urgroßneffe des Wiener Dichters Johann Nepomuk Nestroy geboren, begann seine schulische Ausbildung in Wien (Volksschule und Gymnasium bis zur Matura). Danach belegte Nestroy an der Wiener Hochschule für Bodenkultur ein Landwirtschafts-Studium und erwarb den Titel Diplomingenieur. Anschließend wurde er Assistent am Institut für Geologie und Bodenkunde auf derselben Hochschule und verfasste seine Dissertation über Fruchtfolgeversuche in der Steiermark.
Nach den Assistentenjahren war Nestroy am Institut für Bodenkartierung und Bodenwirtschaft tätig. Zehn Jahre später wechselte er zum Institut für Physische Geographie an der Universität Wien, wo er sich in Physischer Geographie unter besonderer Berücksichtigung der Bodengeographie an der Universität Salzburg habilitierte. Am Institut für Geographie in Wien wirkte er 16 Jahre. 1986 wechselte er wieder nach Graz an das Institut für Angewandte Geowissenschaften an der Technischen Universität Graz, dort wurde er 1999 pensioniert.
Othmar Nestroy hat zwei Söhne. Markus Nestroy ist Kameramann, und Clemens Nestroy ist Fotograf.

## Veröffentlichungen
Nestroy legte rund 350 Publikationen aus den Gebieten der Bodengeographie und -ökologie sowie Agrargeographie und -ökologie vor. Darüber hinaus hat er sich in einigen Arbeiten auch mit Johann Nepomuk Nestroy befasst.
Als Leiter der Arbeitsgruppe Bodensystematik der Österreichischen Bodenkundlichen Gesellschaft war er federführend bei der Herausgabe der Österreichischen Bodensystematik (ÖBS) von 2000 sowie bei deren revidierter Fassung von 2011.

## Werke
- O. Nestroy: Wandel der land- und forstwirtschaftlichen Flächennutzung in Niederösterreich, Niederösterreichisches Pressehaus, St. Pölten / Wien 1985, ISBN 3-85326-556-1 (= Wissenschaftliche Schriftenreihe Niederösterreich, Band 69).
- O. Nestroy, G. Aust, W.E.H. Blum, M. Englisch, H. Hager, E. Herzberger, W. Kilian, P. Nelhiebel, G. Ortner, E. Pecina, A. Pehamberger, W. Schneider, J. Wagner: Systematische Gliederung der Böden Österreichs – Österreichische Bodensystematik 2000 in der revidierten Fassung von 2011, Wien 2011, ISSN 0029-893-X (= Mitteilungen der Österreichischen Bodenkundlichen Gesellschaft, Band 79).
- O. Nestroy: Den Boden verstehen: Aufbau, Typen, Fruchtbarkeit, 2. Auflage, Stocker, Graz 2015, ISBN 978-3-7020-1193-2.
- O. Nestroy: Es rissen alle Stricke – doch wir überlebten. Episoden aus der Kriegs- und Nachkriegszeit in Wien in einer nicht streng chronologischen Abfolge, Graz 2015, ISBN 978-3-85125-424-2 (= Archiv und Bibliothek der TU Graz, Band 5).
- Als Mitautor: Böden Deutschlands, Österreichs und der Schweiz: Ein Bildatlas, Springer Berlin Heidelberg 2023, ISBN 978-3-8274-2284-2

## Auszeichnungen
- Ehrenmitglied der Österreichischen Bodenkundlichen Gesellschaft
- 2013: Ehrenmitglied der Deutschen Bodenkundlichen Gesellschaft
- Juraj-Fandly-Ehrenmedaille der Slowakischen Gesellschaft für Agrar-, Forst-, Lebensmittel- und Veterinärwissenschaften der Slowakischen Akademie der Wissenschaften.